# Virtuelles Design Studio

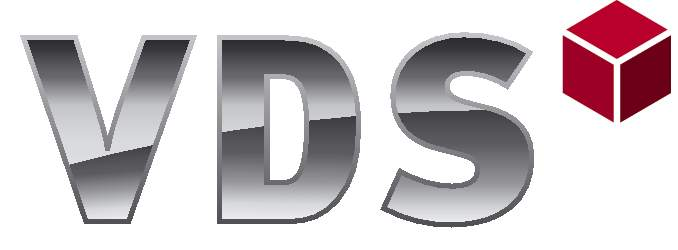
VDS Logo

Das Virtuelle Design Studio (kurz VDS) ist eine Visualisierungssoftware, die es ermöglicht verschiedene Raumsituationen aus dem privaten und öffentlichen Bereich individuell gestalten zu können. Das VDS wird als Beratungstool im Möbel- und Innenausbau sowie Fußboden und Raumausstattungsbereich eingesetzt.

## Entwickler
Die Entwicklung der VDS Produkte erfolgt durch den österreichischen Holzwerkstoffhersteller Egger in Kooperation mit dem Technologiepartner active online. Ideengeber ist die Design Consultancy Playframe aus Berlin.

## Funktionsweise
Die Grundfunktion der Basissoftware besteht darin die Möbel, Böden, Wände und Türen einer Raumsituation mit Dekoren und Farben zu belegen. Je nach Variante des Programms stehen 80 Raumbilder (z. B. Wohnzimmer, Küche, Hotel usw.), verschiedene Möbel- und Fußbodendekore sowie eine Farbpalette für Wandfarben zur Auswahl. Die Dekore werden aus verschiedenen Kategorien ausgewählt und direkt per Mausklick oder Touch im Raumbild auf die Oberflächen gelegt.

## Plattformen
Die VDS Software ist für die Verwendung auf verschiedenen Geräten optimiert – von PC über Touchscreen bis hin zu mobilen Geräte (EGGER App). Je nach Plattform stehen verschiedene Funktionen der Basissoftware zur Verfügung.
VDS HD

VDS HD visualisiert auf einem High-Definition-Touchscreen die Anwendung von Dekoren in unterschiedlichen Raumsituationen. Mit Hilfe der QR-Technologie können mit einem QR-Code versehene Echtmuster vom System erkannt und in das System eingespielt werden.
VDS Profi

Als VDS Profi wird VDS-Variante für PC und Laptop bezeichnet.
VDS Online / EGGER App

VDS Online / EGGER App sind frei zugängliche Versionen und für mobile Geräte geeignet.

## Auszeichnungen
- German Design Award 2012 (Silber)[3]
- Annual Multimedia Award 2011 (Gold)[4]
- IF communication design award 2010 (Gold)[5]
- red dot design award 2010[6]